# 円光寺 (世田谷区)
圓光寺（えんこうじ）は、東京都世田谷区にある浄土宗西山禅林寺派の寺院。浄土宗西山禅林寺派としては東京都内で唯一の寺院である。

## 歴史
浄土宗の一派「浄土宗西山派」（現在は西山浄土宗、浄土宗西山禅林寺派、浄土宗西山深草派の「西山三派」に分裂している。）は、歴史的経緯もあり、関東以東の東日本には所属寺院が一つもなかった。愛知県碧海郡渡村（現・岡崎市渡町）の善国寺住職の安井隆道は、東京に寺院を設立すべく単身上京した。
そして1887年（明治20年）、伝馬町牢屋敷跡地に寺を創建した。ただ当時の国策で寺院新設が禁止されていたので、光明寺にあった円光大師（法然）と見真大師（親鸞）の両大師像を祀る「大師堂」という体裁で創設したという。1908年（明治41年）にようやく寺号公称が認められ「圓光寺」を称することになった。
伝馬町牢屋敷跡地は、他にも刑死者の菩提を弔う寺が置かれていたこともあり、当寺には専属の墓地がなかった。そのため、せっかく法縁を結んでも、家族の墓のために別の寺の檀家になるケースが相次いでいた。そこで1916年（大正5年）、東京府北多摩郡砧村大字大蔵（現・東京都世田谷区大蔵）の現在地に墓地を設けた。
1923年（大正12年）の関東大震災に罹災したため、1930年（昭和5年）に当寺の墓地がある現在地に移転した。

## 交通アクセス
- 小田急小田原線祖師ヶ谷大蔵駅より徒歩20分。
- 成城学園前駅よりバス(東急バス・小田急バス渋24　等12　都立01　玉31系統など)「NHK技術研究所」下車